# Caerulea
Caerulea is een geslacht van vlinders uit de familie van de Lycaenidae, de kleine pages, vuurvlinders en blauwtjes. De wetenschappelijke naam en de beschrijving van dit geslacht zijn voor het eerst gepubliceerd in 1938 door Walter Forster.
De soorten van dit geslacht komen voor in het Oriëntaals gebied.

## Soorten
- Caerulea coeligena (Oberthür, 1876)
- Caerulea coelestis (Alphéraky, 1897)
- Caerulea guizhouensis Huang & Cao, 2019